# Скало ди Барађано (Потенца)
Скало ди Барађано (итал. Scalo di Baragiano) је насеље у Италији у округу Потенца, региону Базиликата.
Према процени из 2011. у насељу је живело 1150 становника. Насеље се налази на надморској висини од 374 м.